# Mahmoud El-Sherbini
Fareid Mahmoud El-Sherbini (ar. فريد محمود الشربيني; ur. 24 września 1937 w Kairze) – egipski zapaśnik walczący w stylu klasycznym. Olimpijczyk z Meksyku 1968, gdzie zajął dwudzieste miejsce w wadze lekkiej do 70 kg.
Brązowy medalista igrzysk śródziemnomorskich w 1971. Złoty medalista mistrzostw Afryki w 1969 i 1971 roku.
- Turniej w Meksyku 1968

Przegrał z Klausem Rostem z RFN i Rumunem Ionem Enache i odpadł z turnieju.